# Райн ап Кадуган
Райн (валл. Rhein; 690—730) — король Диведа (710—730) и Брихейниога (710—720).

## Биография
Райн — сын Кадугана, короля Диведа, Истрад-Тиви и Брихейниога. В 710 году Райн наследовал своему отцу во всех владениях.
В 720 году правитель Кередигиона Сейсилл ап Клидог захватил у Райна Истрад-Тиви (по другой версии, всего-лишь часть этого региона) и создал государство Сейсиллуг, таким образом отрезав друг от друга Дивед и Брихейниог. В 720 году Райн отправил своего брата Ауста править в Брихейниог. Другой брат, Трифин, был лордом Истрад-Тиви.
В 730 году Райн умер и королём Диведа стал его старший сын Теудос.